# BBC Breakfast
BBC Breakfast est une matinale diffusée sur BBC One et BBC News Channel. Elle est présentée en direct depuis la BBC White City, à Londres et propose un mélange d'informations, de sport, de prévisions météo et d'économie. Le programme est diffusé chaque jour de la semaine, chaque semaine de l'année.

## Diffusion
L'émission est diffusée en semaine de 6 h à 9 h 15. Le samedi, elle est diffusée entre 6 h et 9 h et le dimanche de 6 h à 7 h 40.